# Diplocaulobium
Diplocaulobium là một chi lan gồm hơn 100 loài. Chúng là loài bản địa của Malaysia, Australia, New Guinea và quần đảo Solomon.

## Hình ảnh

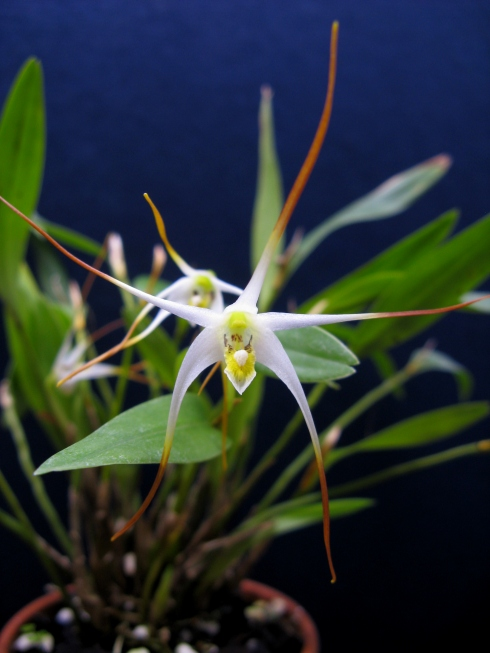

## Danh sách các loài
- Diplocaulobium abbreviatum
- Diplocaulobium araneola
- Diplocaulobium brevicolle
- Diplocaulobium cervicaliferum
- Diplocaulobium chrysoglossum
- Diplocaulobium coplandii
- Diplocaulobium dichotropis
- Diplocaulobium elongaticolle
- Diplocaulobium fariniferum
- Diplocaulobium guttulatum
- Diplocaulobium iboense
- Diplocaulobium jadunae
- Diplocaulobium janowskii
- Diplocaulobium kirchianum
- Diplocaulobium macrobulbon
- Diplocaulobium mekynosepalum
- Diplocaulobium phalangillum
- Diplocaulobium phalangium
- Diplocaulobium pulvilliferum
- Diplocaulobium regale
- Diplocaulobium scotiiforme
- Diplocaulobium sepikanum
- Diplocaulobium sitanalae
- Diplocaulobium tipula
- Diplocaulobium tuberculatum
- Diplocaulobium utile
- Diplocaulobium validicolle